# Repêchage des qualifications pour la Coupe du monde de rugby à XV 2011
Navigation
Repêchage Coupe du monde 2007 Repêchage Coupe du monde 2015
Le repêchage des qualifications pour la Coupe du monde de rugby à XV 2011 oppose du 17 juillet 2010 au 27 novembre 2010 quatre équipes issues des qualifications régionales. Une d'entre elles est qualifiée pour la phase finale.

## Équipes participantes
La dernière place qualificative pour la Coupe du monde se dispute entre quatre nations : 
- Uruguay, 3e de la zone Amériques
- Tunisie, 2e de la zone Afrique
- Kazakhstan, 2e de la zone Asie
- Roumanie, 3e de la zone Europe

En demi-finale, le 17 juillet 2010, les qualifiés de la zone Afrique et de la zone Europe s'affrontent sur le territoire du pays le mieux classé au classement IRB. Les pays de la zone Asie et de la zone Amériques font de même ce jour-là. La finale a lieu en matchs aller-retour le 13 et le 27 novembre 2010.

## Matchs
|  | Demi-finales                    | Demi-finales               |          |          | Finale                                                  | Finale                                                  |
|  | Demi-finales                    | Demi-finales               |          |          | Finale                                                  | Finale                                                  |
|  |                                 |                            |          |          |                                                         |                                                         |
|  | le 17 juillet 2010 à Buzău      | le 17 juillet 2010 à Buzău |          |          | les 13 et 27 novembre 2010 à Montevideo puis à Bucarest | les 13 et 27 novembre 2010 à Montevideo puis à Bucarest |
|  | le 17 juillet 2010 à Buzău      | le 17 juillet 2010 à Buzău |          |          | les 13 et 27 novembre 2010 à Montevideo puis à Bucarest | les 13 et 27 novembre 2010 à Montevideo puis à Bucarest |
|  | Roumanie                        | 56                         |          |          | les 13 et 27 novembre 2010 à Montevideo puis à Bucarest | les 13 et 27 novembre 2010 à Montevideo puis à Bucarest |
|  | Roumanie                        | 56                         |          |          | les 13 et 27 novembre 2010 à Montevideo puis à Bucarest | les 13 et 27 novembre 2010 à Montevideo puis à Bucarest |
|  | Tunisie                         | 13                         |          |          | les 13 et 27 novembre 2010 à Montevideo puis à Bucarest | les 13 et 27 novembre 2010 à Montevideo puis à Bucarest |
|  | Tunisie                         | 13                         | Roumanie | 21 \| 39 |                                                         |                                                         |
|  | le 17 juillet 2010 à Montevideo |                            | Roumanie | 21 \| 39 |                                                         |                                                         |
|  |                                 | Uruguay                    | 21 \| 12 |          |                                                         |                                                         |
|  | Uruguay                         | Uruguay                    | 21 \| 12 | 44       |                                                         |                                                         |
|  | Uruguay                         |                            |          | 44       |                                                         |                                                         |
|  | Kazakhstan                      | 7                          |          |          |                                                         |                                                         |
|  | Kazakhstan                      | 7                          |          |          |                                                         |                                                         |

La Roumanie est qualifiée.